# Vita (India)
Vita es una ciudad y  municipio situada en el distrito de Sangli en el estado de Maharashtra (India). Su población es de 48289 habitantes (2011). Se encuentra a 53 km de Sangli.

## Demografía
Según el censo de 2011 la población de Vita era de 48289 habitantes, de los cuales 24692 eran hombres y 23497 eran mujeres. Vita tiene una tasa media de alfabetización del 87,27%, superior a la media estatal del 82,34%: la alfabetización masculina es del 92,08%, y la alfabetización femenina del 82,29%.